# Menekültek Calais körül

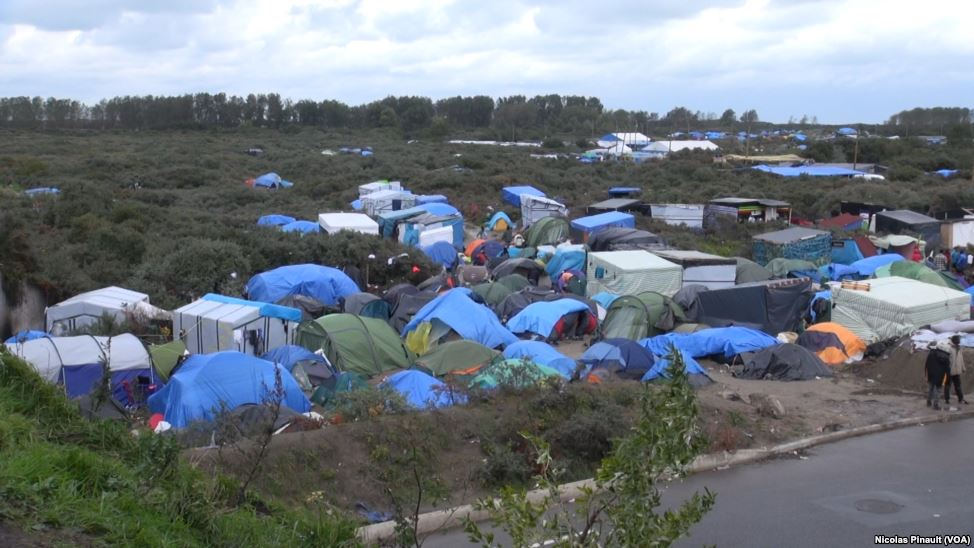
Menekülttábor Calais mellett (2015)

1999 óta Afrikából és Ázsiából érkező menekültek gyülekeznek Calais körül, hogy illegálisan az Egyesült Királyságba jussanak.
Az ügy érintette a brit és francia kormányzatot, az Eurotunnel és a P&O Ferries társaságokat, valamint az Egyesült Királyság felé tartó tehergépkocsi-vezetőket és cégeiket.

## ASangattemenekülttábor (1999-2002)
1999 óta egyre több menekült – köztük sok nő és gyerek – aludt Calais és külterületeinek utcáin, feltehetőleg azt remélve, hogy a Csatorna-alagúton keresztül vagy a P&O Ferries társaság kompjain a La-Manche Csatornán átkelve Nagy-Britanniába juthatnak. 1999-ben a francia kormány kérésére a Francia Vöröskereszt fél mérföldre a Csatorna-alagút bejáratától egy hatalmas raktárépületben  létrehozta a Sangatte menekülttábort.
A tábort 600 ember befogadására tervezték, de 2002-re már 2000 menekült zsúfolódott itt össze rossz körülmények között.
Az etnikai csoportok között a feszültségek egyre növekedtek.
A Eurotunnel 2001-es nyilatkozata szerint minden éjjel közel 200, többnyire a Sangatte-ból érkező menekültet állítottak meg, akik Nagy-Britanniába próbáltak illegálisan átjutni. A társaság felszólította Franciaországot, hogy zárja be a tábort.
2001 karácsonyán menekültek tömege törte át a biztonsági korlátokat és 500-an megrohamozták a Csatorna-alagutat.
Az Eurotunnel társaság 2002-re 6 millió fontot költött biztonsági intézkedésekre, hogy az 1,700 holdas terminál területét kerítésekkel, szögesdróttal, kamerákkal és naponta 360 biztonsági őrrel védje.
2002 májusában egy focimeccs a Sangatte kurd és afgán lakói között verekedésbe illetve lázadásba torkollott, amelyben egy menekült meghalt és többen megsebesültek.
2002. december 2-án a francia belügyminiszter, Nicolas Sarkozy kihirdette a Sangatte 2002. december 30-ra tervezett végleges bezárását, amennyiben a brit kormány ígéretet tesz 1000 kurd és 250 afgán menekült befogadására, illetve számukra 3 hónapos munkaengedély biztosítására. A fennmaradó 300-400 ember francia tartózkodási engedélyt kapott volna.

## „Dzsungelek” (2002–2014)
2002 után a menekültek „dzsungeleknek” hívott nyomornegyedekben és kültéri táborhelyeken aludtak. Ezeket rendszeresen kifosztották, vagy a rendőrség dózerolta le őket, mielőtt máshol épültek újra fel. A menekültek jótékonysági szervezetektől kaptak ételt.
Akiket elkaptak miközben megpróbáltak tehergépkocsikra feljutni és ott elrejtőzni, bevitték a rendőrségre, figyelmeztetést kaptak, majd szabadon visszatérhettek a „dzsungelükbe”.
2002 és 2009 között az ENSZ Menekültügyi Főbiztosa állandó irodát állíttatott fel Calais-ban, ahol menekültügyi kérdésekben tanácsadással szolgálnak a menekülteknek.
2009 áprilisában egy rendőrségi rajtaütés során ledózeroltak egy tábort és 190 menekültet letartóztattak.
Egy nagy 'dzsungelben' a Calais körüli erdőkben  fém rácsokból készült műanyag borítású sátrakban 700-800, főként afgán menekült élt egészségtelen körülmények között. Ezt a tábort 2009 szeptemberében rombolták le, letartóztattak 276 tüntető menekültet, majd elszállították őket. Ugyanezen a napon délután a tábort ledózerolták.
A „dzsungel” lakóit a közeli Centre de Rétention of Coquelles-ben börtönözték be, illetve más francia fogdákba szállították mielőtt szabadon engedték volna őket, és visszagyalogolhattak Calais-ba. E tábor lerombolását követően  a francia hatóságok kilátásba helyezték a papír nélkül ott tartózkodók Afganisztánba való hazatelepítését.
2014 júliusában a francia rendőrség még egyszer kiutasított menekülteket egy calais-i táborból.

## A Csatorna kompjainak lerohanása (2014)
2014 szeptemberére közel 1500, főként eritreai, szudáni, afgán és szomáli menekült élt rögtönzött táborokban és elhagyatott épületekben Calais környékén. Calais-ban, akik rendszeresen megkíséreltek a csatornán közlekedő kompokon elrejtőzni és Nagy-Britanniába jutni.
Szeptember 4-én a  P&O Ferry dokkján 100 menekült áttörte a kaput, átmászott a kerítéseken és megrohant Nagy-Britanniába tartó kompokat.  Az egyik hajó legénysége bevetette fedélzeti vízágyúját, hogy megakadályozza a feljutásukat a fedélzetre.
Néhány nappal később 250 menekült megpróbálta lerohanni a járműveket egy kamionparkolóban, hogy azokon az Egyesült Királyságba juthassanak. A rendőrség könnygázzal oszlatta fel a csoportjukat.
Szeptember 17-én 250 menekült – miután lerombolták a kerítéseket és átvágták a szögesdrótot – lerohanták a kompokhoz sorban álló teherautókat. A rendőrség könnygázt és gumibotokat használt, hogy visszaszorítsa őket.
Ezek az incidensek után a brit kormány ígéretet tett egy 12 millió fontos hozzájárulásra, amivel Franciaországnak segítene megállítani a menekülteket, akik a Csatornán próbálnak illegálisan Nagy-Britanniába jutni.
Októberben a menekültek száma Calais-ban 1500 volt.
Október közepén ismét 350 menekült próbált meg teherautókra mászva eljutni Nagy-Britanniába, a rendőrség könnygázt vetett be.
Ismeretlen időpontban egy szíriai menekültnek sikerült  elérnie az Egyesült Királyságot egy tehergépkocsikkal megrakott traileren, majd menekültstátuszt igényelt és kapott.

## Jules Ferry központ, „új dzsungelek”, támadások tehergépkocsik ellen (2015)

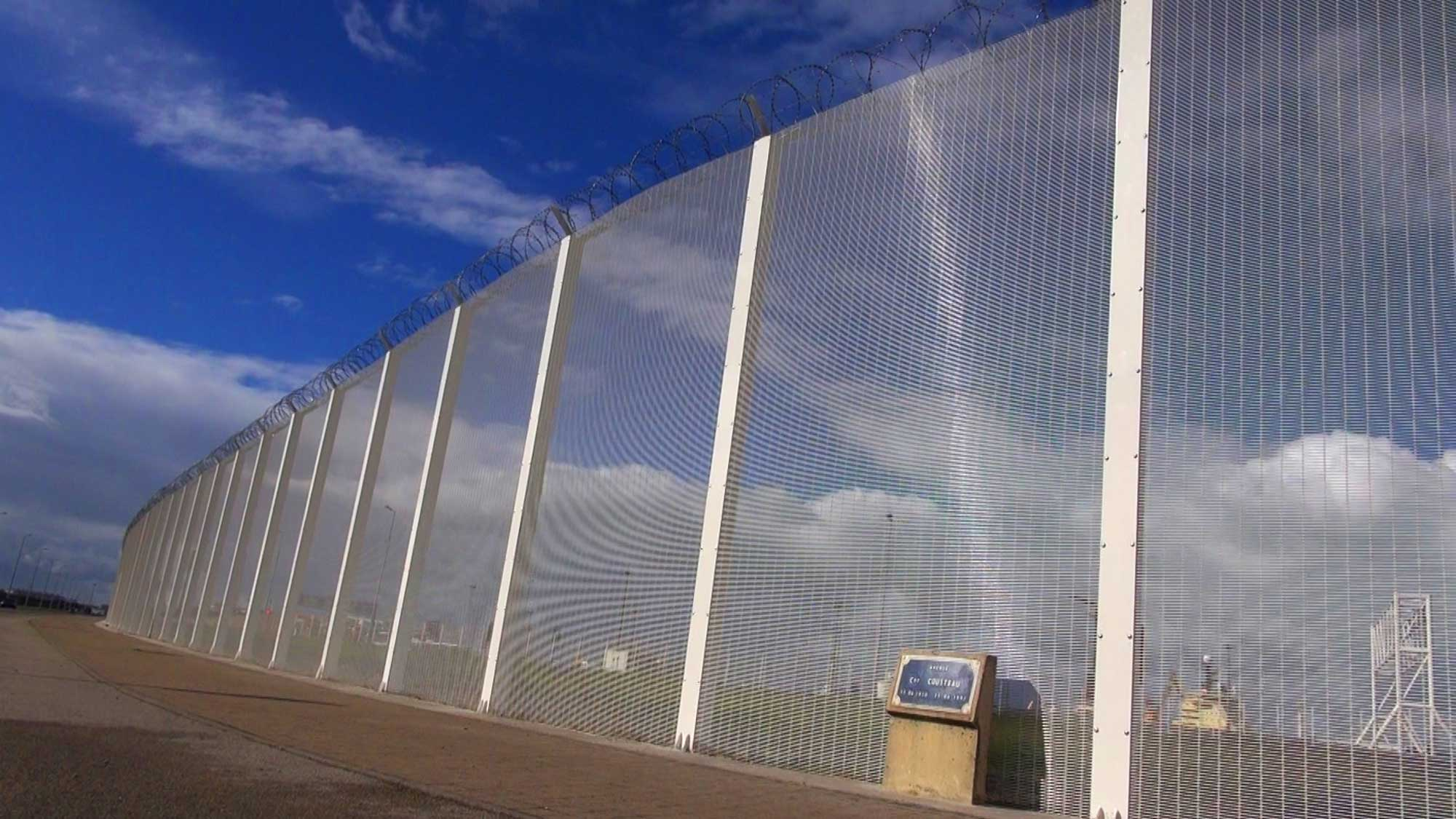
Kerítés a "dzsungel" határán (2016)

2015 januárjában a francia kormány megnyitotta a Jules Ferry központot a calais-i menekültek számára egy korábbi gyermek-üdülőközpont területén.
Itt 50 nőnek illetve gyermeknek biztosítanak éjszakai szállást, férfiakat nem fogadnak. 
A menekültek itt naponta egyszer meleg ételhez juthatnak, napközben használhatják a zuhanyzókat és mellékhelyiségeket, illetve feltölthetik mobiltelefonjaikat.
2015 áprilisáig több, mint 1000 férfi aludt a szabad ég alatt Calais környékén, akik újra felépítették kunyhóikat, és ezzel az „új dzsungelt”. 
A jótékonysági szervezetek munkatársai szerint az „új dzsungel” 100 lakója nyújtotta már be menedékkérelmét Franciaországban.
2015 júniusában a rendőrség lebontott néhány kisebb táborhelyet Calais-ban.
Június közepén Calais város tanácsa 3000-re becsülte a táborhelyeken élő menekültek számát.
Menekültek egy csoportja kövekkel teli táskákat helyezett az útra Calais mellett, azzal a céllal, hogy közlekedési dugót okozzanak és könnyebben feljuthassanak a teherautókra még a erősen biztosított kikötő területe előtt, amely a rendőrséggel való összeütközésekhez vezetett.